# Odjeća u BDSM-u
Odjeća koja se naziva Bondage posjeduje različite BDSM detalje, slična odjeći iz sex shopova i s trakama. Npr. kod hlača označava hlače s karakterističnim trakama koje povezuju obje nogavice.
Jedan od najčešćih pojmova koji se povezuju uz BDSM je koža. Osim toga uz BDSM se često spominju i fetishi - guma (rubber), lateks (latex), PVC, korzeti, visoke pete (high heels). Ovo su ujedno i najčešćče zastupljeni materijali odjeće koju nose ljubitelji BDSM-a.
Uz ne rijetko provokativnu odjeću i obuću često dolaze i razni detalji - ogrlice, lanci, okovi za ruke i/ili noge.

## Poveznice
- Rukoveznik